# Telaga (Bantarkawung)
Telaga is een bestuurslaag in het regentschap Brebes van de provincie Midden-Java, Indonesië. Telaga telt 1767 inwoners (volkstelling 2010).